# Ansonia kraensis
Ansonia kraensis é uma espécie de anfíbio da família Bufonidae.

## Distribuição
Essa espécie é endêmica do Istmo de Kra no sul da Tailândia, sendo encontrada nas províncias de Ranong e Phangnga.